# Vars-sur-Roseix
Vars-sur-Roseix település Franciaországban, Corrèze megyében. Lakosainak száma 409 fő (2022. január 1.). Vars-sur-Roseix Ayen, Objat, Saint-Aulaire, Saint-Bonnet-la-Rivière, Saint-Cyprien és Saint-Cyr-la-Roche községekkel határos.

## Népesség
A település népessége az elmúlt években az alábbi módon változott:
| Lakosok száma | 211  | 257  | 280  | 285  | 358  | 369  | 374  | 387  | 396  | 409  |
|               | 1968 | 1982 | 1990 | 2006 | 2013 | 2015 | 2017 | 2019 | 2020 | 2022 |